# Tras el diluvio
Tras el diluvio (inglés: After the Deluge) o El día cuadragésimo primero (The Forty-First Day) es una pintura al óleo simbolista del artista inglés George Frederick Watts, exhibida por primera vez como El sol en forma incompleta en el barrio londinense Whitechapel en 1886 y completada en 1891. Muestra una escena del Diluvio universal con el Arca de Noé, en el que después de 40 días de lluvia Noé abre la ventana de su Arca para ver que la lluvia ha cesado. Watts sintió que la sociedad moderna estaba en declive debido a la falta de valores morales, y a menudo pintó obras sobre el tema del Diluvio y su limpieza de los indignos del mundo. La pintura toma la forma de un paisaje marino estilizado, dominado por un resplandor solar brillante que atraviesa las nubes. Aunque este era un tema que Watts había descrito anteriormente en El genio de la poesía griega en 1878, Después del diluvio adoptó un enfoque radicalmente diferente. Con esta pintura pretendía evocar a un Dios monoteísta en el acto de la creación, pero evitando representar directamente al Creador.
La pintura inacabada se exhibió en Whitechapel en 1886, bajo el título intencionalmente simplificado de El sol. Watts trabajó en la pintura durante cinco años más, y la versión completa se exhibió por primera vez en la New Gallery de Londres en 1891. Entre 1902 y 1906, la pintura se exhibió en todo el Reino Unido y ahora se encuentra en la colección de la Galería Watts en Compton, Surrey. Cómo Watts no incluye Tras el diluvio en su regalo a la nación de las que consideró sus obras más significativas, no se encuentra entre sus pinturas más conocidas. Sin embargo, fue muy admirado por muchos de los artistas compañeros de Watts y se ha citado como una influencia en muchos otros pintores que trabajaron en las dos décadas posteriores a su exposición inicial.